# Jeliàbivka
Jeliàbivka (en ucraïnès: Желябівка, en rus: Желябовка) és un poble de la República Autònoma de Crimea a Ucraïna, que el 2014 tenia 2.669 habitants. Pertany al districte de Nijniohirski.